# 江界河镇
江界河镇，是中华人民共和国贵州省黔南布依族苗族自治州瓮安县下辖的一个乡镇级行政单位。
2012年3月28日，贵州省人民政府批复同意瓮安县部分乡镇行政区划调整，新设立的江界河镇辖原龙塘乡的尖坡村、樱桃村，原铜锣乡的河兴村、群心村、三新村，镇人民政府驻尖坡村。
2013年6月24日，贵州省人民政府批复同意瓮安县部分乡镇行政区划调整，将原木引槽乡沿江村划入江界河镇。

## 行政区划
江界河镇下辖以下地区：
沿江村、河兴村、群心村、三新村、尖坡村、樱桃村和铜锣乡。